# Alonso de Fuentes

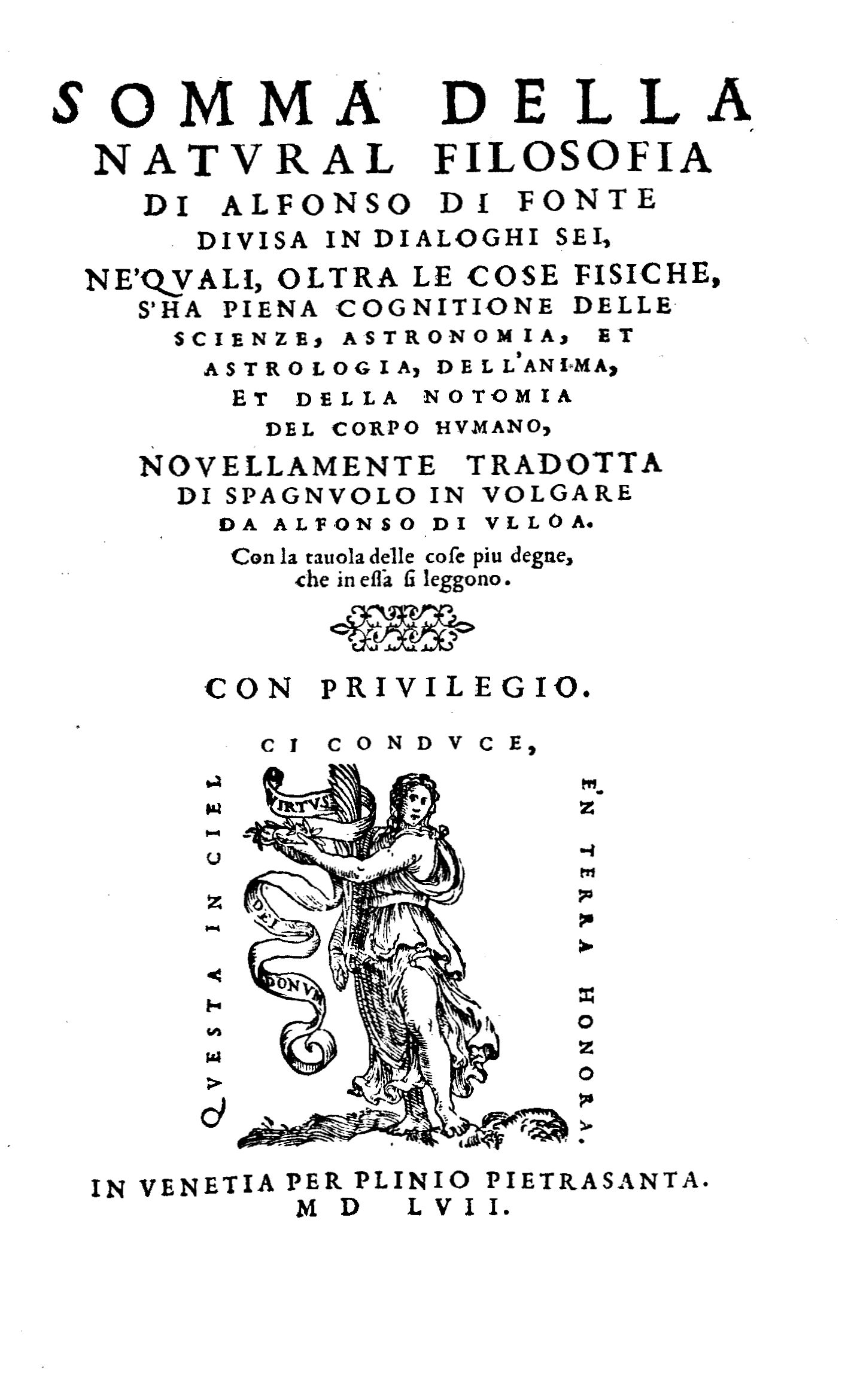
Somma della natural filosofia, 1557

Alonso o Alfonso de Fuentes (Sevilla, 1515 - 1550) fue un naturalista, escritor y poeta español del Renacimiento.

## Biografía
Poco se conoce sobre su vida; se declaró natural y habitante de Sevilla, era noble y conocía y alababa al escritor sevillano Pero Mexía, quien por cierto tomó algo de la miscelánea sin título que Fuentes escribió para componer su famosa Silva de varia lección; debió ser con su permiso, pues que la alaba. En sus obras dialogadas se llama a sí mismo "Vandalio", sobrenombre que era muy común entre los poetas andaluces.

## Escritos
En cuanto a su obra, se conservan dos títulos publicados y un manuscrito atribuido. El Libro de los cuarenta cantos de diversas y peregrinas historias declarados y moralizados (1550) reúne una serie de romances sobre temas diversos a los que al final siguen dos textos en prosa: una "declaración" de la historia, real o fabulosa, y una "moralidad" que extrae la consecuencia filosófica o ética del texto. Se divide en cuatro partes: la primera contiene romances bíblicos, de Historia Sagrada; la segunda, hazañas de los romanos; la tercera, "casos de diversas naciones"; la última, "historias de cristianos, con las cosas que acaecieron en la conquista de Málaga y Granada". Va dedicado al marqués de Tarifa y adelantado de Andalucía Perafán de Ribera, y aunque su título afirma que son cuarenta, solo hay treinta y nueve romances. No provienen de pliegos sueltos; posteriormente se copiaron en otras colecciones, por ejemplo los Romances de Sepúlveda, de 1563; después de publicados, algunos se reimprimieron también como pliego suelto. 
Su otra obra conocida es Summa de Philosophia natural (1545), escrita en forma de diálogo en verso en el que dos personajes (Etrusco y Vandalio; un italiano y un andaluz) intentan en su conversación conciliar Platonismo y Cristianismo en el terreno de la filosofía natural. Es singular que cada personaje se halle caracterizado también por la métrica en que se expresa: endecasílabos el italiano y arte menor, preferiblemente octosílabos, el andaluz. Se divide en seis partes, más otra sin paginar, y trata sucesivamente:
1. Qué es sustancia, los átomos, los cuatro elementos
2. Creación del mundo
3. El firmamento. Astrología.
4. Astronomía.
5. El tiempo, la atmósfera, los accidentes meteorológicos.
6. La tierra, el reino animal y vegetal, el cuerpo, el alma, el cerebro.

Lo tradujo al italiano Alonso de Ulloa (Venecia: Plinio Pietrasanta, 1557 y Venecia: Domenico Farri, 1567). Fue el primero que se adelantó a señalar que el órgano material de la inteligencia es el cerebro y, anticipándose a los europeos y a Juan Huarte de San Juan y a Oliva Sabuco, explicó la diferencia de ingenios por la diversidad de temperamentos; es más, según Mario Méndez Bejarano, "Les supera al pensar que no son las potencias anímicas dependientes del organismo, sino su ejercicio, adelantándose al célebre símil de Leibniz" (M. Méndez Bejarano, Historia de la Filosofía en España, Madrid, p. 237). También contiene una curiosa definición de la substancia divina: "La unidad que, sin ser número, contiene todo número".
También se le ha atribuido un manuscrito sin título perteneciente al género de la miscelánea, que el crítico Antonio Rodríguez Moñino ha propuesto llamar Miscelánea de anécdotas y curiosos casos y Maxime Chevalier Dichos graciosos de españoles notables. Se publicó por vez primera en 1948 con el título de Floreto de anécdotas y noticias diversas que recopiló un fraile dominico residente en Sevilla a mediados del siglo XVI, Madrid: Real Academia de la Historia, 1948. Pero la atribución al dominico "no resiste la más elemental crítica", según Rodríguez Moñino, quien juzga duramente tal edición por ser incompleta, desordenada y peor que mal anotada. 

## Obras
- Libro de los quarenta cantos pelegrinos que compuso el magnifico cauallero Alonso de Fuentes, natural de la ciudad de Sevilla; dividido en quatro partes..., Sevilla, en casa de Juan León, 1545; Sevilla, 1550; Granada, 1563; Zaragoza, en casa de Juan Millán, 1564; Alcalá: Juan Gracián, 1587.
- Summa de Philosophia natural, en la qual assi mismo se tracta de Astrologia y Atronomia, y otras sciencias Sevilla: Juan de León, 1547.
- Miscelánea de anécdotas y curiosos casos